# 토요일엔 떠나볼까
《토요일엔 떠나볼까》는 매주 토요일 오전에 MBC TV에서 방송되는 주말 여행정보 프로그램이다.

## 방송 시간
- 매주 토요일 오전 8시 ~ 9시

## 진행자
- 김성주 前 MBC 아나운서
- 박소현 방송인
- 김완태 前 MBC 아나운서